# Olof Palmes plats, Södertälje
Olof Palmes plats (tidigare Den okända soldatens plats) är ett torg i stadskärnan av Södertälje i Södermanland och Stockholms län. Torget är beläget intill Marenplan, och har utsikt över sjön Maren. Från Olof Palmes plats utgår gatorna Järnagatan, Badhusgatan och Storgatan.

## Bakgrund
Platsen var tidigare sammanbyggd med Marenplan, men separeras idag via den Spanska trappan”.
Torget är i sin helhet omgivet av byggnader från omkring sekelskiftet 1900. Efter mordet på Olof Palme fick platsen sitt nuvarande namn, efter att tidigare kallats Den okända soldatens plats.
Området är belagt med smågatsten. Det finns välbevarade smäckra järnräcken på sidan om den breda granittrappan som förbinder platsen med Marenplan. Trappan tillkom på 1990-talet. En viktig och karaktärskapande detalj är blomsterurnorna i gjutjärn som pryder trappan mot Marenplan.

## Byggnader
- Väduren 1 var det första huset att uppföras efter breddningen och sänkningen av Järnagatan 1906-1908.[3] Det kallas även det Mattssonska huset, och har också adress Strandgatan 2. Huset byggdes 1916. Arkitekten var A Fagerström och byggmästaren August Mathsson. Det är ett flerbostadshus med affärslokaler i bottenvåningen, och har även lokaler som används som biograf och teater. Byggnaden är genom sin placering vid Järnagatans slut och Marenplan en karaktäristisk och välkänd byggnad i Södertälje. Den har burspråk, frontespiser och smidesbalkonger och är uppförd i jugendstil. Vissa nationalromantiska drag förekommer, som sandstensportalen kring den välbevarade ekporten.[4]

- Uranus 5 var Sparbanken i Södertäljes bankpalats och har adress Järnagatan 6A och Badhusgatan 1A. Byggnaden uppfördes 1912. Det ritades av arkitekten Thor Thorén, som är en känd bankarkitekt. Palatset är byggt i jugendarkitektur, och är välbevarat.[5]

- Saturnus 7 med adress Järnagatan 4 och Badhusgatan 2 uppfördes 1888, troligen av byggmästare Carl Lignell. Byggnaden ligger i hörnet Järnagatan/Badhusgatan och är uppförd i tidstypisk nyrenässansstil med kraftigt rusticerad puts i bottenvåning, hörnkedjor och profilerad takfot. I hörnlokalen låg Stora konditoriet fram till omkring millennieskiftet år 2000, vartefter andra café- och restaurangverksamheter nyttjat lokalen.[6]

- Saturnus 8 med adress Järnagatan 2 byggdes 1939. Den ersatte då Pensionat Hemgårdens tidigare byggnad från 1864. Byggnad uppförd i funktionalistisk stil med slätputsad fasad och marmorplattor på bottenvåningen.[7]

- Castor 5 ritades av Södertäljearkitekten Tore E:son Lindhberg. Den stod färdig 1928. Det är ett flerbostadshus som också inrymmer affärslokaler samt lokaler som nyttjats som biograf och teater. Bygnaden är i tidstypisk 1920-tals nyklassicistisk stil. Den har bevarade detaljer som portaler, balkongräcken, tandsnittfris och sexdelade fönster. Biografen Castor i fastighetens bottenvåning var stadens största med 612 sittplatser, och den var först med ljudfilm 1931. Biografen lades ner 1984. Oktoberteatern disponerar lokalen sedan mitten av 1980-talet. [8]

## Utsmyckning
På torget finns fontänen Visdomens brunn av Bror Hjorth. Den ursprungliga gipsmodellen för fontänen är från 1933, men den kom att gjutas i brons först i samband med att den köptes in av kommunen 1987.
Från början var den tänkt att vara en dopfunt, men refuserades. När det köptes in av Södertälje var den ursprungligen tänkt att placeras på Stora Torget, men kom istället att placeras på Olof Palmes plats efter förslag från stadsarkitekten.

## Galleri

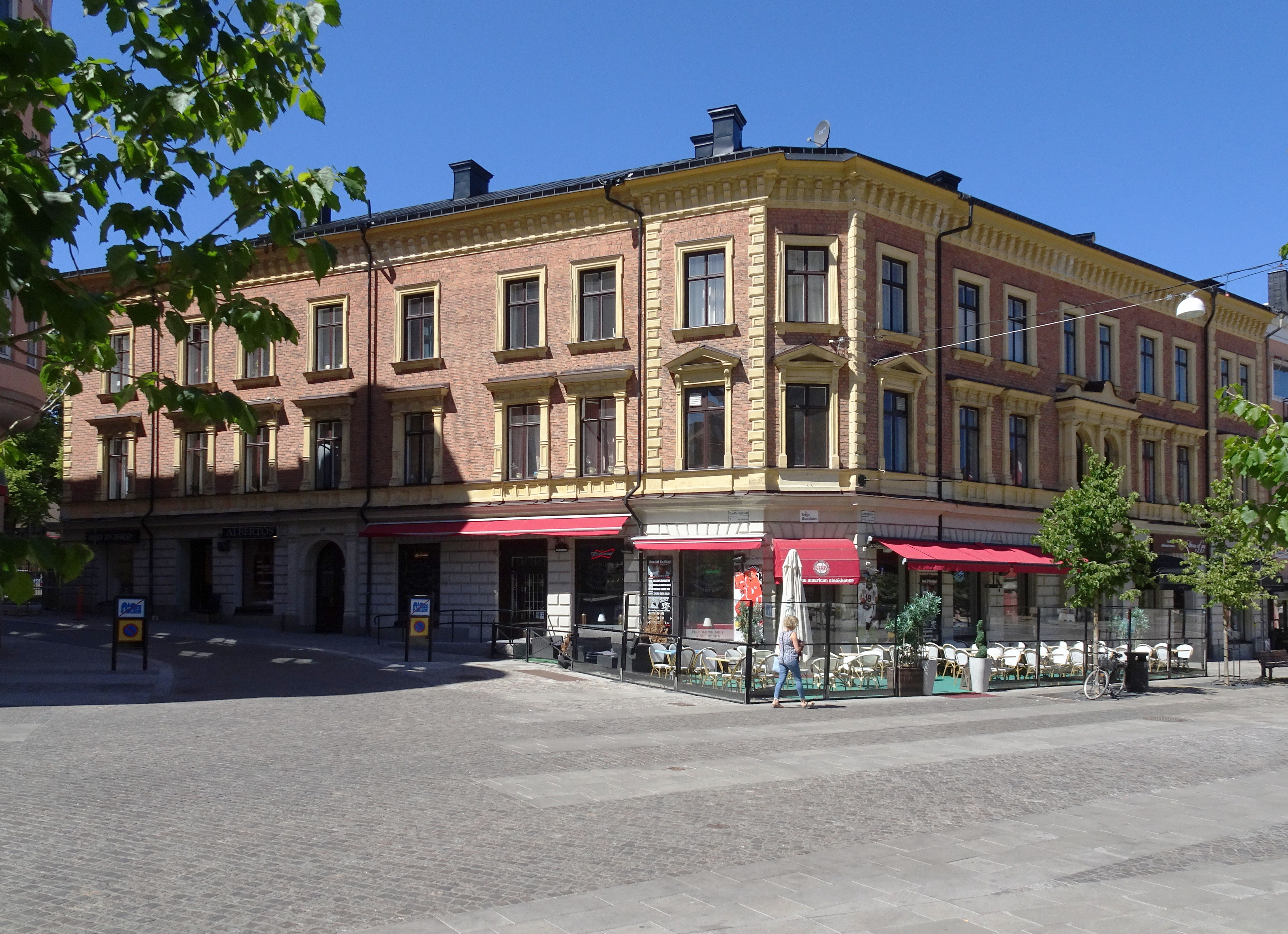
Fastigheten Saturnus 7 på Olof Palmes plats
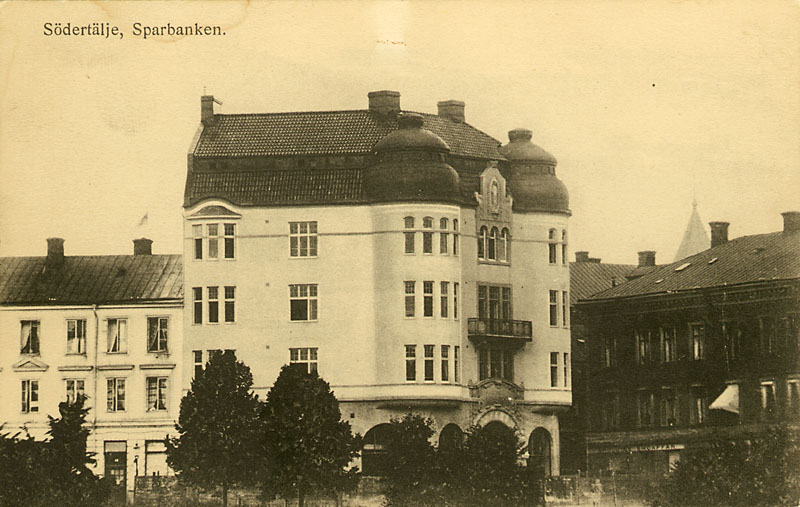
Sparbanken i Södertäljes bankpalats
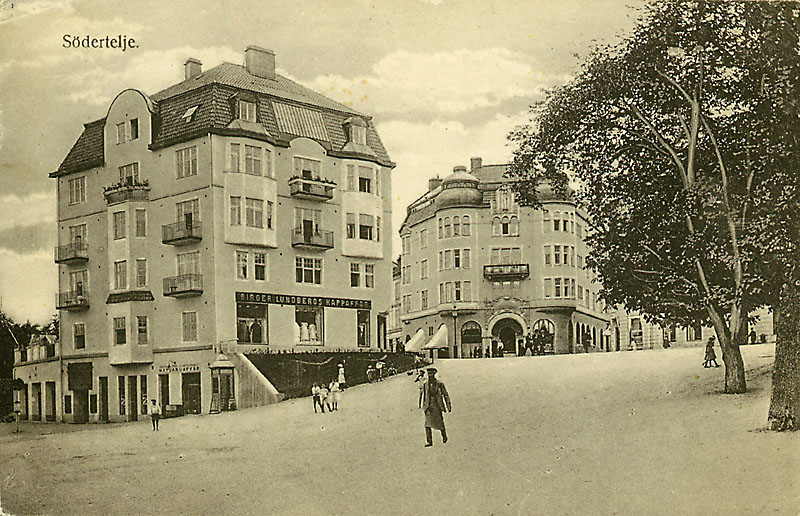
Vy över Olof Palmes plats och Marenplan innan de tydligt skildes med den Spanska trappan mellan dem
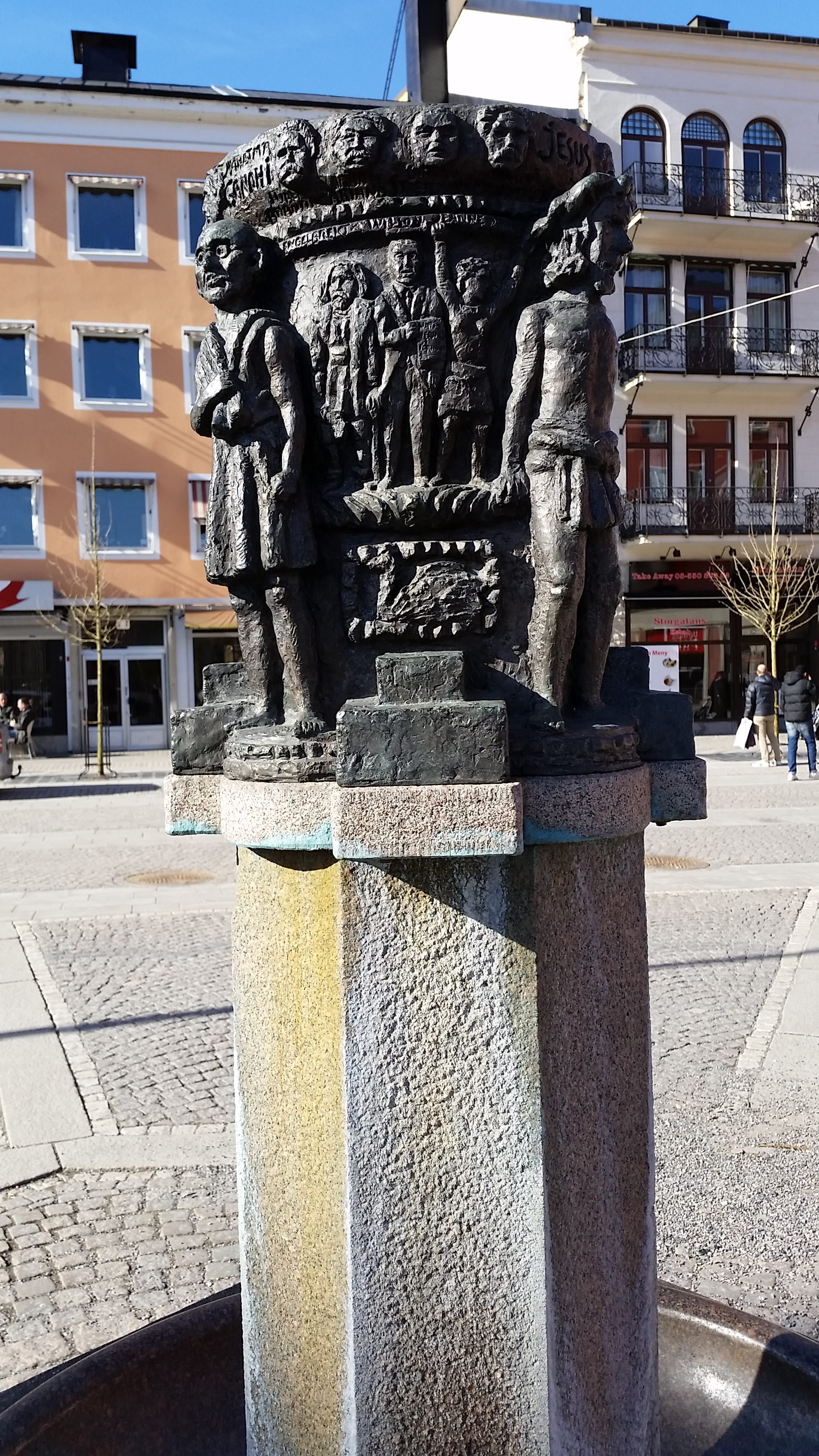
Visdomens brunn av Bror Hjorth
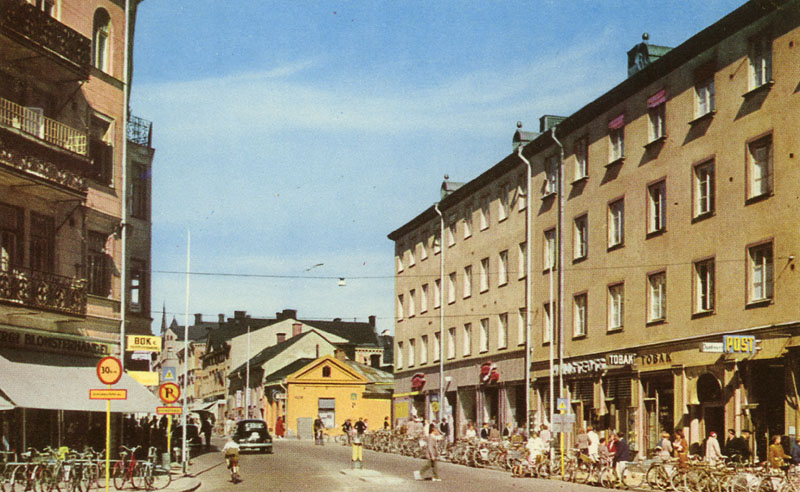
Olof Palmes plats mot Storgatan och varuhuset Tempo i kvarteret Castor. Innan högertrafikomläggningen